# نابه‌شیما میتسوشیگه

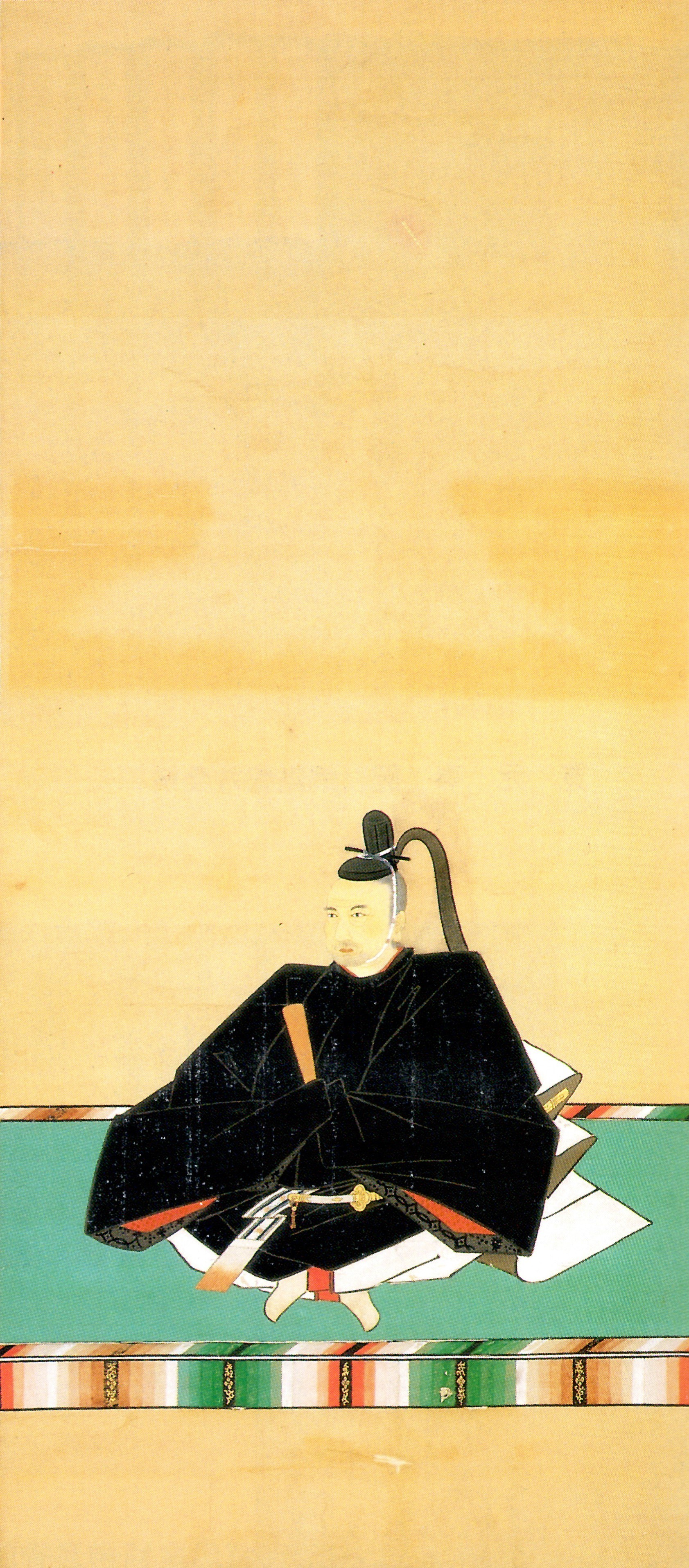
نابه‌شیما میتسوشیگه، یک دایمیو در اوایل دوره ادو

نابه‌شیما میتسوشیگه (به ژاپنی: 鍋島 光茂) (ژوئیه ۱۰, ۱۶۳۲ – ژوئیه ۲, ۱۷۰۰) یک دایمیو در اوایل دوره ادو بود. بخاطر منع جونشی، نوعی خودکشی سنتی که به موجب آن یک ملازم به دنبال ارباب خود با مرگ به دنبال ارباب می‌رود، مشهور شد. به دلیل همین علاقه نداشتن به جونشی بود که یکی از ملازمان مورد علاقه او یاماموتو تسونه‌تومو پس از مرگ وی نوشتن هاگاکوره را آغاز کرد.